# Discothyrea bryanti
Discothyrea bryanti är en myrart som först beskrevs av Wheeler 1917.  Discothyrea bryanti ingår i släktet Discothyrea och familjen myror. Inga underarter finns listade i Catalogue of Life.